# بلنسية القنطرة
بلدية بلنسية القنطرة (بالإسبانية: Valencia de Alcántara)‏، هي بلدية تقع في مقاطعة قصرش والتي تقع في منطقة إكستريمادورا، غرب إسبانيا.
يبلغ عدد سكانها 6.148 نسمة وفقاً لإحصائية سنة (2007). وتبلغ مساحتها 595 كم2،و بذلك تكون الكثافة السكانية 10.33 نسمة/كم2. يبلغ ارتفاعها 620 م عن سطح البحر.

## أعلام
- سورايا أرنيلاس
- أنطونيو أوفييدو
- بيبيه
- خوسيه ماريا فالفيردي

## وصلات خارجية
- موقع رسمي